# Remont
Remont – przywrócenie wartości użytkowej obiektu (maszyny, urządzenia, budynku).
Należy odróżnić remont i naprawę (remont nieplanowy), która również polega na przywróceniu wartości użytkowej, ale – obiektu uszkodzonego. Racjonalna gospodarka remontowa ma za zadanie nie dopuszczać do uszkodzenia obiektu poprzez stosowanie systemu remontów planowo-zapobiegawczych.
Prace remontowe realizowane są w cyklu remontowym.
Remonty dzieli się na:
- Planowane – realizowane według przyjętych planów, określonych dla urządzeń w określonych przedziałach czasu. Ze względu na wielkość dzieli się je na:
  - warunkowe – bazują na wczesnym wykryciu symptomów wystąpienia usterki, nadzorowaniu jej przebiegu.
  - średnie
  - kapitalne
- nieplanowane – realizowane są po wystąpieniu usterek lub awarii
  - bieżące
  - awaryjne.

W ogólnym schemacie przeprowadzanie remontu dzieli się na etapy:
- oczyszczanie
- demontaż
- weryfikacja części
- weryfikacja zespołów
- naprawa zespołów
- regeneracja części
- montaż
- badania

## Remonty w budownictwie
Remont budowlany jest to wykonywanie w istniejącym obiekcie budowlanym, robót polegających na odtworzeniu stanu pierwotnego (art. 3 pkt 8 prawa budowlanego). Taka definicja odróżnia remont od robót polegających na modernizacji, rozbudowie, nadbudowie czy przebudowie obiektu budowlanego. Dopuszcza się przy remoncie stosowanie innych wyrobów niż były użyte w stanie pierwotnym. Bieżąca konserwacja nie jest remontem w rozumieniu prawa budowlanego.
W budownictwie remonty dzielą się na:
- bieżące – polegające na wykonywaniu okresowych przeglądów i prowadzeniu prac konserwatorsko-profilaktycznych, niezbędnych dla utrzymania obiektu (budynku) i jego otoczenia w należytym stanie technicznym. W ramach tego typu remontów wykonywane są naprawy, likwidacje przyczyn ewentualnych uszkodzeń elementów budowlanych i wyposażenia budynków.
- interwencyjne – wykonywane są w przypadku wystąpienia uszkodzeń spowodowanych różnymi, zazwyczaj nagłymi powodami (np. pęknięcie rury, wybuch (gazu), pożar itp.)
- kapitalne – polegające na wymianie i naprawie wszystkich zużytych, zniszczonych lub uszkodzonych elementów budynku i wyposażenia. Remonty kapitalne przeprowadzane są w celu przywrócenia pierwotnej wartości budynku lub budowli. Remonty kapitalne często przeprowadza się równolegle z modernizacją, która polega na wykonaniu np. nieistniejących wcześniej instalacji centralnego ogrzewania.